# Tata Motors
Tata Motors Limited (NYSE TTM) (hindi: टाटा मोटर्स), anteriorment coneguda com a TELCO (TATA Engineering and Locomotive Company), és la major empresa de l'Índia al camp de l'automoció amb uns ingressos consolidats de 20 milions de dòlars EUA en 2009-10. Forma part del TATA Group i té la seu a Bombai, a l'estat de Maharashtra.
És el líder en vehicles comercials i entre els tres primers en vehicles de passatgers. La companyia és el fabricant mundial de camions més gran, en quart lloc, i el món el segon, més gran fabricant d'autobusos amb més de 24.000 empleats. Des de la primera vegada llançat el 1954, Tata Motors ha produït i venut més de 4 milions de vehicles a l'Índia. Fundada el 1945, quan la companyia va començar a fabricà locomotores, l'empresa va fabricar el seu primer vehicle comercial el 1954 en una col·laboració amb Daimler-Benz AG, que va acabar el 1969.
Tata Motors és una empresa de doble cotització el Bombay Stock Exchange, així com en la Borsa de Nova York. Tata Motors a 2005, es va classificar entre les 10 millors empreses a l'Índia. El 2004, Tata Motors va comprar la unitat de fabricació de camions de Daewoo, ara conegut com a Tata Daewoo Commercial Vehicle, a Corea del Sud. També va adquirir Hispano Carrocera, SA, ara una filial de plena propietat. El març de 2008, va adquirir la Jaguar i Land Rover (JLR) de negocis de la Companyia Ford Motor, que també inclou les marques de Daimler i Lanchester i l'adquisició es va completar el 2 de juny de 2008. Tata Motors té fàbriques d'automòbils i plantes d'acoblament a Jamshedpur, Pantnagar, Lucknow, Ahmedabad, Sanand i Pune a l'Índia, així com en l'Argentina, Sud-àfrica i Tailàndia.

## Història
L'empresa va ser fundada el 1935 com una unitat de fabricació de locomotores i més tard va ampliar les seves operacions al sector de vehicles comercials el 1954 després de formar una aliança d'empreses amb Daimler-Benz AG d'Alemanya. Malgrat l'èxit dels seus vehicles comercials, Tata es va adonar que la seva companyia havia de diversificar i va començar a mirar a altres productes. Sobre la base de la demanda del consumidor, va decidir que la construcció d'un cotxe petit seria la nova empresa més pràctica. Així que el 1998 va posar en marxa el Tata Indica, convertint-se en el primer fabricant indi a assolir la capacitat de desenvolupar un automòbil nacional competitiu. Dissenyat per ser simple i barat de construir i mantenir, l'Indica es va convertir en un èxit en el mercat indi. I també es va exportar a Europa, especialment Regne Unit i Itàlia. El 2004 va adquirir Tata Daewoo Commercial Vehicle, i el 2009 va adquirir el 100% de l'empresa Hispano Carrocera de Saragossa, convertint-la en Tata Hispano. S'ha format una joint venture amb Marcopolo del Brasil, i va introduir els autobusos de pis baix en el mercat indi. Recentment, s'ha adquirit la britànica Jaguar i Land Rover (JLR), que inclou els noms de Daimler i Lanchester marca

## Expansió
Després d'anys de dominar el mercat de vehicles comercials a l'Índia, Tata Motors va entrar en el mercat de vehicles de passatgers el 1991 amb el llançament del Tata Sierra, un vehicle d'utilitat múltiple. Després del llançament de tres vehicles més, Tata Estate (1992, un disseny de camioneta sobre la base de l'anterior TataMobile de 1989, un vehicle comercial lleuger), Tata Sumo (LCV, 1994) i Tata Safari (1998, primera vehicle SUV de l'Índia). Tata va llançar l'Indica el 1998, el primer cotxe de passatgers totalment nacional de l'Índia, encara que el cotxe va ser criticat inicialment. Una nova versió del cotxe, anomenat Indica V2, va ser una gran millora sobre la versió anterior i ràpidament es va convertir en un cotxe d'èxit. Tata Motors també va exportar moltes unitats del cotxe al sud d'Africa.

## Subsidiari de Marques

### Tata Daewoo Vehicles Comercials
Amb l'èxit de Tata Indica, Tata Motors pretén incrementar la seva presència a tot el món. El 2004, va adquirir la Daewoo Commercial Vehicle Company de Corea del Sud. Tata segueix sent el major fabricant de vehicles comercials pesants de l'Índia i Tata Daewoo és el segon més gran fabricant de vehicles pesants comercials de Corea del Sud. Tata Motors ha treballat de forma conjunta amb Tata Daewoo per desenvolupar camions com Novus entre d'altres.

### Hispano Carrocera
L'any 2005 va percebre una oportunitat en el segment d'autobusos. El 2009, la companyia va prendre la participació restant del 79% de la companyia espanyola Hispano Carrocera SA per una suma no revelada, de manera que és una filial de plena propietat.

### Jaguar Cars i Land Rover
Després de l'adquisició de la britànica Jaguar i Land Rover (JLR), que també és propietària dels drets de les marques latents Daimler, Lanchester i Rover, Tata Motors es va convertir en un companyia important en el mercat internacional de l'automòbil. El 27 de març de 2008, Tata Motors va arribar a un acord amb Ford per comprar les seves Jaguar i Land Rover per a les operacions de $ 2 bilions. La venda es va completar el 2 de juny de 2008. A més de les marques, Tata Motors també ha tingut accés a dos centres de disseny i dues plantes al Regne Unit. L'adquisició clau seria dels drets de propietat intel·lectual relacionats amb les tecnologies.

### Joint ventures
Tata Motors ha format una aliança d'empreses 51/49 a la construcció d'autobusos amb Marcopolo L'empresa va a absorbir la tecnologia i experiència en el xassís i agregats de Tata Motors i Marcopolo proporcioni coneixements tècnics en els processos, i disseny de la carrosseria de autobúsos. Tata i Marcopolo han posat en marxa un autobús urbà de pis baix que és àmpliament utilitzat per Chennai, Delhi, Mumbai, Bangalore Lucknow i empreses de transport.Tata Motors també va formar un joint venture amb Fiat i va tenir accés a la tecnologia de motors dièsel de Fiat. Tata Motors ven vehicles Fiat a l'Índia i s'està buscant ampliar la seva relació amb Fiat i Iveco a altres segments. Tata també ha format diversos EP amb moltes petites empreses en diversos països arreu del món.

## Esdeveniments importants

### Tata Nano

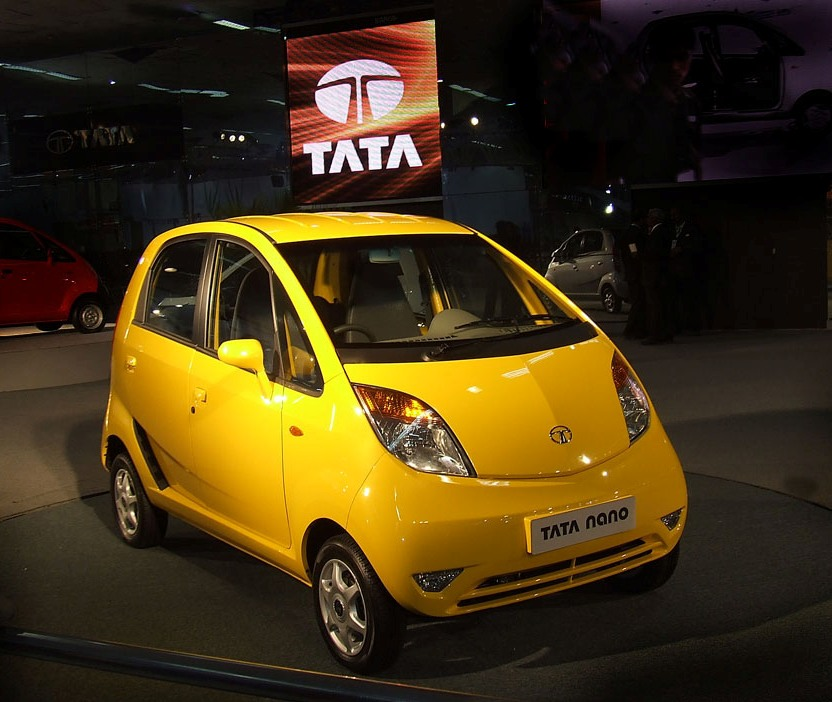
Tata Nano

El gener de 2008, Tata Motors va llançar el Tata Nano, el cotxe menys costós del món, al voltant 2.500 dòlars EUA. El cotxe de la ciutat es va donar a conèixer durant l'Acte Expo 2008 a Pragati Maidan, Nova Delhi. Tata s'ha enfrontat a la controvèrsia sobre el desenvolupament del Nano com alguns ambientalistes temen que el llançament d'un cotxe de baix preu podria donar lloc a la motorització de masses a l'Índia, amb efectes adversos sobre la contaminació i l'escalfament global. Tata ha posat en marxa una fàbrica a Sanand, Gujarat i els nanos primers per desplegar l'estiu de 2009.

### Tata ACE

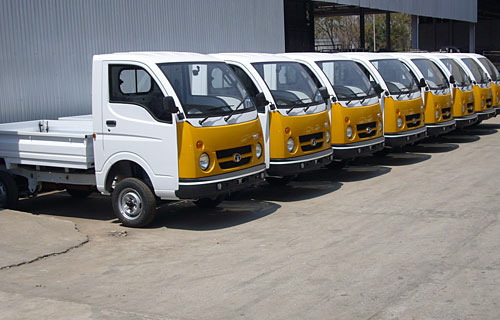
Tata Ace va ser el primer mini-camió de l'Índia

El petit camió Tata Ace va ser llançat el maig de 2005. Va ser un gran èxit, ràpidament es va convertir com la primera opció per als transportistes i propietaris d'un sol camió per al transport urbà i rural. L'octubre de 2005, les vendes de vehicles comercials de Tata Motors havia crescut un 36,6 per cent, a 28.537 unitats, a causa de la creixent demanda d'Ace. Segueix sent un èxit de vendes amb 5 milions d'unitats venudes fins a la data (juny de 2010). També s'ha exportat a diversos països d'Europa, Amèrica del Sud i Àfrica. Tots els models elèctrics són venuts a través de la divisió Global de Chrysler Electric Motorcars.

## Vehicles elèctrics
Tata Motors ha presentat versions elèctriques del turisme Tata Indica alimentat per motors elèctrics i inversors TM4, així com el vehicle comercial Tata Ace, que funcionen amb bateries de liti.
El 2008, la filial britànica de Tata Motors, Tata Motors European Technical Center, va comprar una participació del 50,3% a la firma de tecnologia de vehicles elèctrics Miljøbil Grenland / Innovasjon de Noruega per 1,93 milions de dòlars EUA i tenia previst llançar el hatchback elèctric Indica a Europa l'any següent. Al setembre de 2010, Tata Motors va presentar quatre Starbuses híbrids elèctrics-GNC de baix nivell a la Delhi Transport Corporation, per utilitzar-los durant els Jocs de la Commonwealth de 2010. Aquests van ser els primers autobusos ecològics que es van utilitzar per al transport públic a l'Índia.
El desembre de 2019, Tata Motors va presentar el Nexon EV, un SUV amb una bateria de ions de liti de 30,2 kWh i un abast constant de 312 km amb una sola càrrega. També està equipat amb tecnologia de càrrega ràpida, que pot carregar el vehicle del 0% al 80% en 60 minuts.

## Models

### Els turismes i vehicles industrials
- Tata Sierra (Suspès)
- Tata Estate (Suspès)
- Tata Sumo/Spacio
- Tata Safari
- Tata Indica
- Tata Vista
- Tata Indigo
- Tata Manza
- Tata Indigo Marina
- Tata Winger
- Tata Magic
- Tata Nano
- Tata Xenon XT
- Tata Aria

### Concepte de vehicles
- 2000 Aria Roadster
- 2001 Aria Coupe
- 2002 Tata Indiva
- 2004 Tata Indigo Advent
- 2005 Tata Xover
- 2006 Tata Cliffrider
- 2007 Tata Elegante
- 2009 Tata Pr1ma
- 2010 Tata Versa
- 2010 Tata Essota

### Els vehicles comercials
- Tata Ace
- Tata TL/Telcoline/207 DI (Camioneta)
- Tata 407 Ex i Ex2
- Tata 709 Ex
- Tata 809 Ex i Ex2
- Tata 909 Ex i Ex2
- Tata 1109
- Tata 1510/1512
- Tata 1612/1616
- Tata 1618
- Tata 1610/1623
- Tata 1613/1615
- Tata 2515/2516
- Tata Starbus (
- Tata Globus
- Tata Hispano Globus
- Tata Marcopolo Autobús
- Tata 3015
- Tata 3118
- Tata 3516
- Tata 4018
- Tata 4923
- Tata Novus
- Tata Prima

### Vehicles militars
- Tata LSV
- Tata Mine Protected Vehicle (4x4)
- Tata 2
- Tata 407
- Tata LPTA 713 TC (4x4)
- Tata LPT 709 E
- Tata SD 1015 TC (4x4)
- Tata LPTA 1615 TC (4x4)
- Tata LPTA 1621 TC
- Tata LPTA 1615 TC
- Tata Winger